# 萬多區
萬多區（西班牙語：Distrito de Huando），是秘魯的一個區，位於該國中南部萬卡韋利卡大區的萬卡韋利卡省，始建於1892年11月16日，面積193.9平方公里，海拔高度3,562米，2005年人口8,678，人口密度每平方公里45人。